# Quan hệ Pháp – Thổ Nhĩ Kỳ
Quan hệ Pháp – Thổ Nhĩ Kỳ (tiếng Anh: France–Turkey relations hay French–Turkish relations) hay quan hệ Pháp – Thổ kéo dài trong một thời gian dài từ thế kỷ 16 đến nay, bắt đầu từ liên minh được thiết lập giữa François I và Suleiman I. Quan hệ vẫn về cơ bản là hữu nghị trong suốt thời gian gần ba thế kỷ, với việc nối lại các mối quan hệ sâu sắc từ thời trị vì của Louis XIV. Quan hệ trở nên phức tạp hơn với chiến dịch Pháp ở Ai Cập và Syria do Napoleon I thực hiện vào năm 1798, và sự khởi đầu của lịch sử hiện đại. Cả hai nước đều là thành viên của Ủy hội châu Âu và NATO. Pháp là thành viên của EU và Thổ Nhĩ Kỳ là ứng cử viên của EU. Pháp phản đối các cuộc đàm phán gia nhập EU của Thổ Nhĩ Kỳ, mặc dù các cuộc đàm phán hiện đã bị đình chỉ.

## Sự gia nhập của Thổ Nhĩ Kỳ vào Liên minh châu Âu

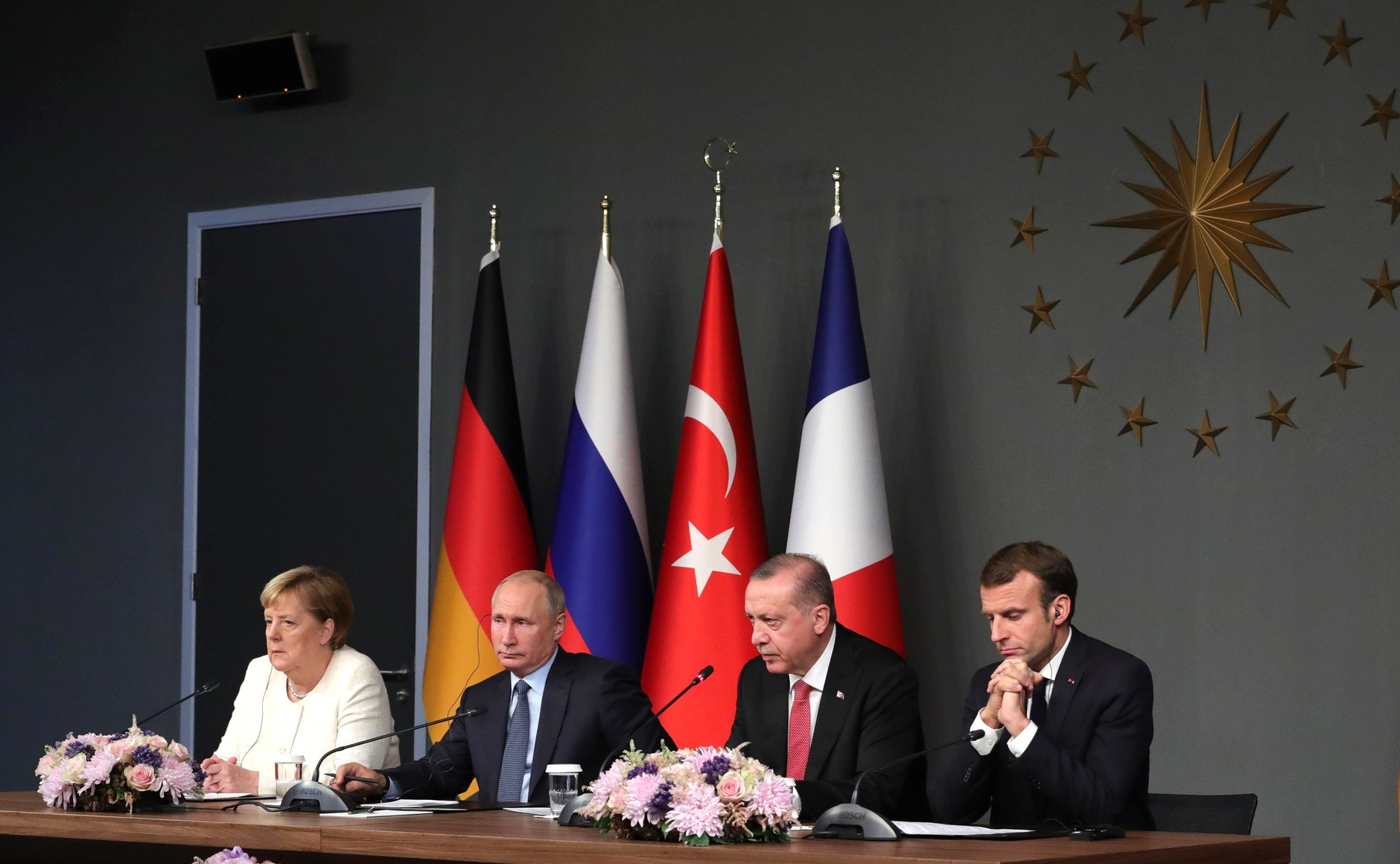
Tổng thống Pháp Emmanuel Macron, Tổng thống Thổ Nhĩ Kỳ Recep Tayyip Erdoğan, Tổng thống Nga Vladimir Putin và Thủ tướng Đức Angela Merkel tại buổi họp báo trong khuôn khổ hội nghị thượng đỉnh Syria năm 2018 tại Istanbul, Thổ Nhĩ Kỳ.

Năm 2004, Tổng thống Jacques Chirac cho biết Pháp sẽ tổ chức trưng cầu dân ý về việc Thổ Nhĩ Kỳ gia nhập EU khi vấn đề này nảy sinh và bất kỳ sự mở rộng EU nào nữa cũng sẽ phải tuân theo một cuộc bỏ phiếu phổ thông.
Năm 2007, Tổng thống Pháp Nicolas Sarkozy tuyên bố rằng "Thổ Nhĩ Kỳ không có chỗ đứng trong Liên minh châu Âu". Sarkozy tiếp tục, "Tôi muốn nói rằng châu Âu phải tự tạo cho mình biên giới, rằng không phải tất cả các quốc gia đều có thiên hướng trở thành thành viên của châu Âu, bắt đầu từ Thổ Nhĩ Kỳ, quốc gia không có chỗ đứng trong Liên minh châu Âu".
Quan điểm của Pháp về việc Thổ Nhĩ Kỳ gia nhập EU vẫn không thay đổi sau một thập kỷ. Năm 2018, Tổng thống Pháp Emmanuel Macron tuyên bố rằng "Về mối quan hệ với Liên minh châu Âu, rõ ràng là những diễn biến và lựa chọn gần đây không cho phép bất kỳ tiến triển nào của quá trình mà chúng ta đang tham gia".

## Các phái đoàn ngoại giao thường trú
- Pháp có một Đại sứ quán ở Ankara và một Tổng Lãnh sự quán ở Istanbul.
- Thổ Nhĩ Kỳ có một Đại sứ quán ở Paris và các Tổng Lãnh sự quán ở Bordeaux, Lyon, Marseille, Nantes và Strasbourg.

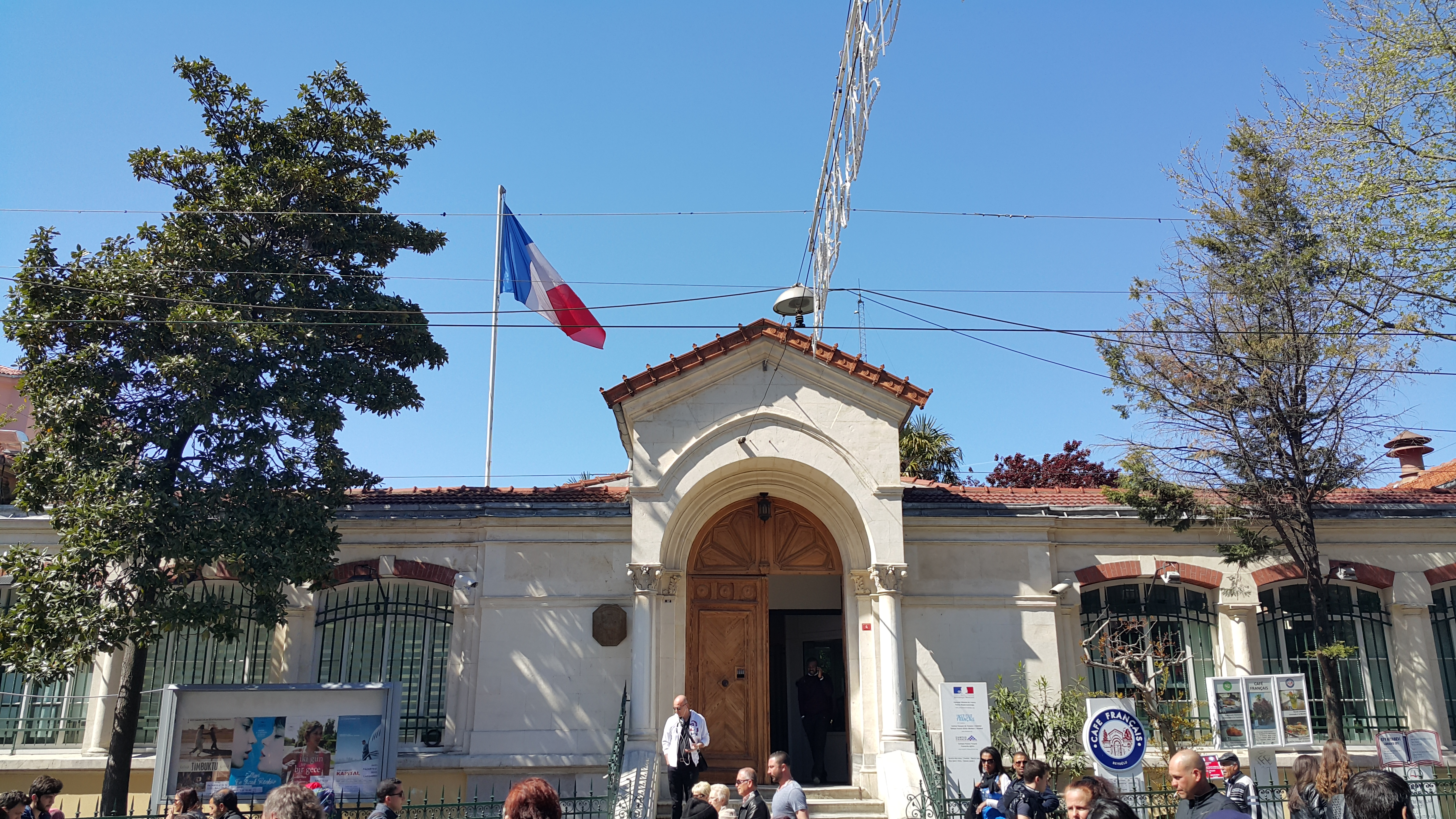
Tổng Lãnh sự quán Pháp tại Istanbul

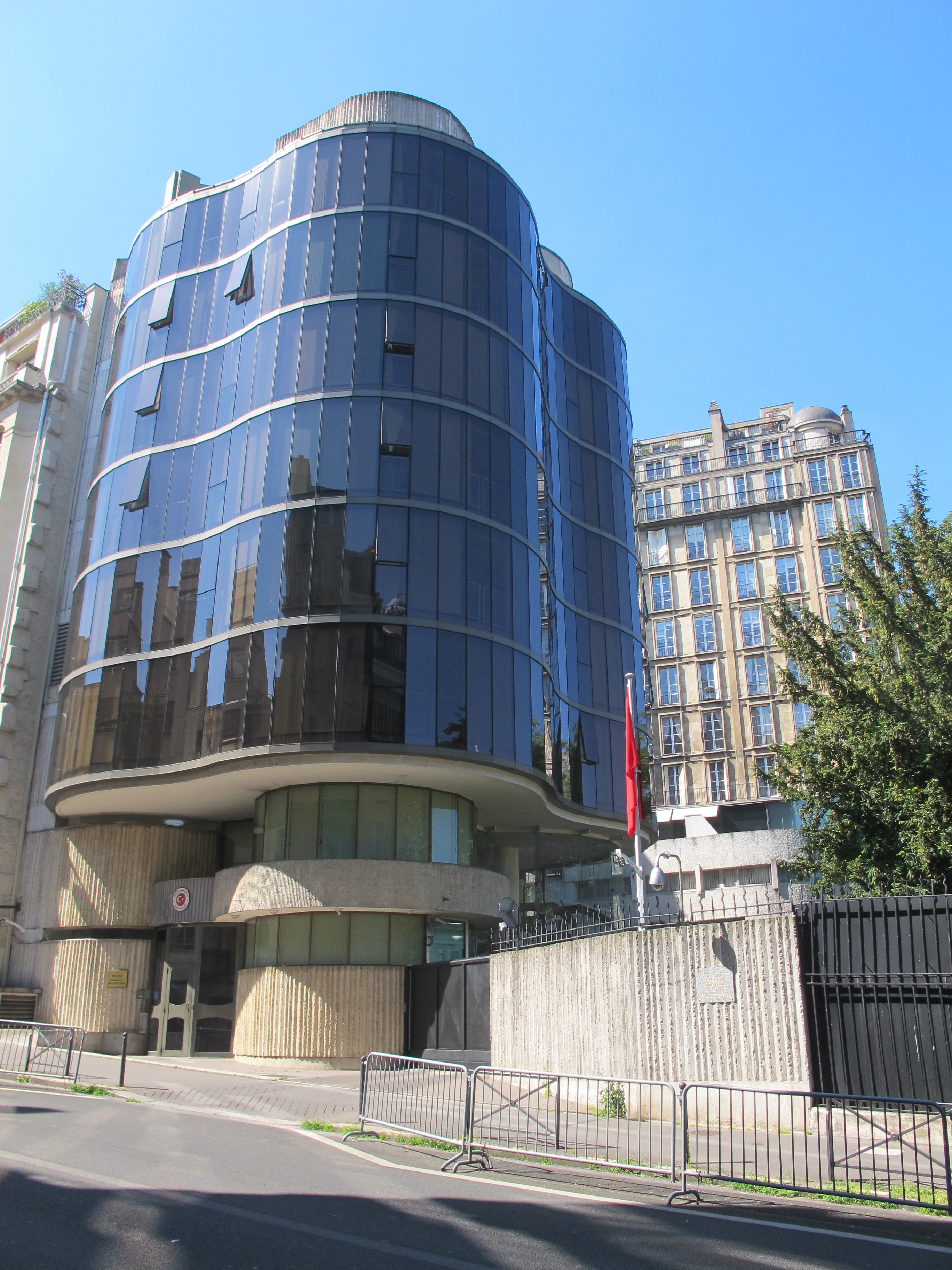
Đại sứ quán Thổ Nhĩ Kỳ tại Paris
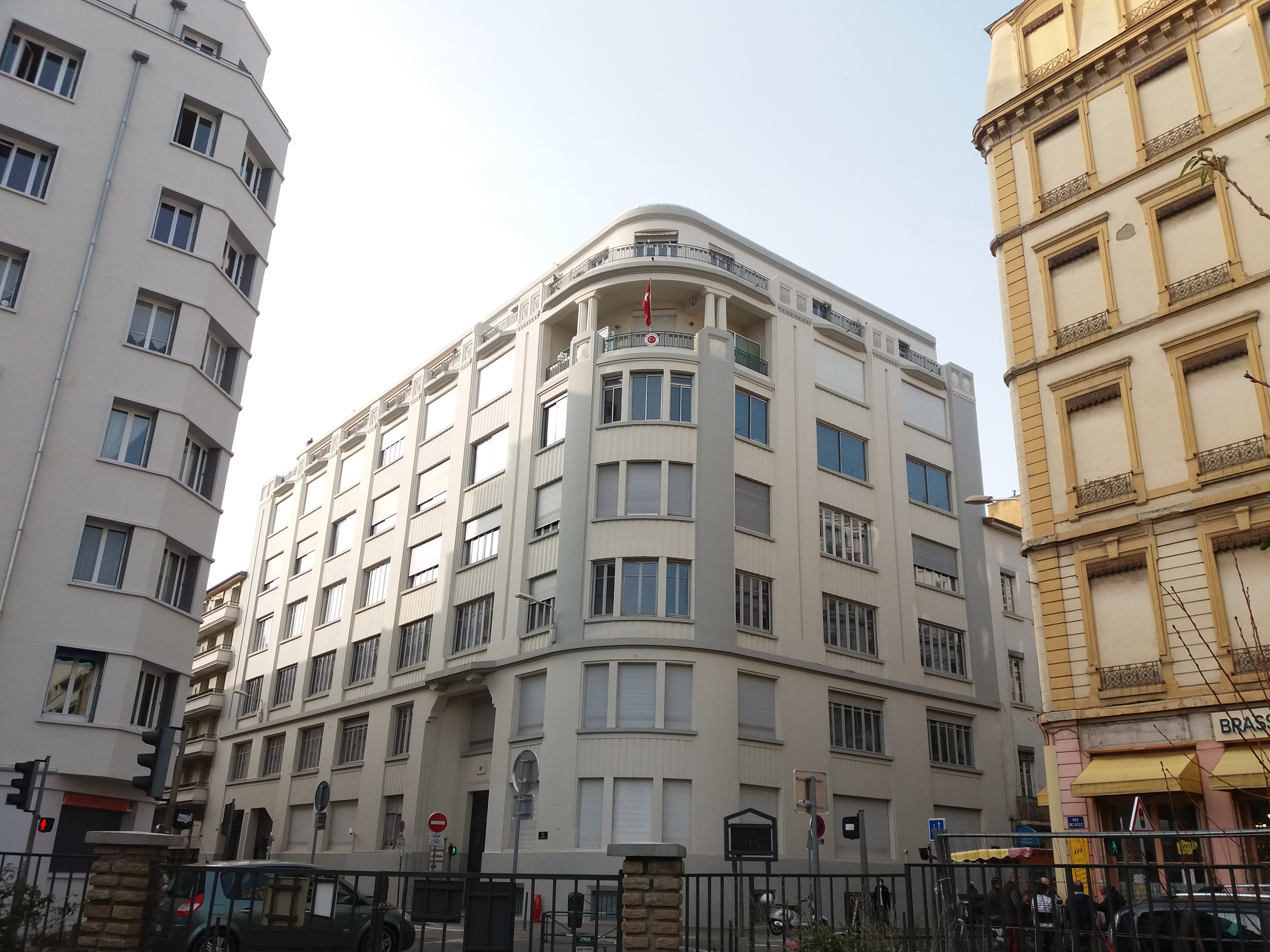
Tổng Lãnh sự quán Thổ Nhĩ Kỳ tại Lyon
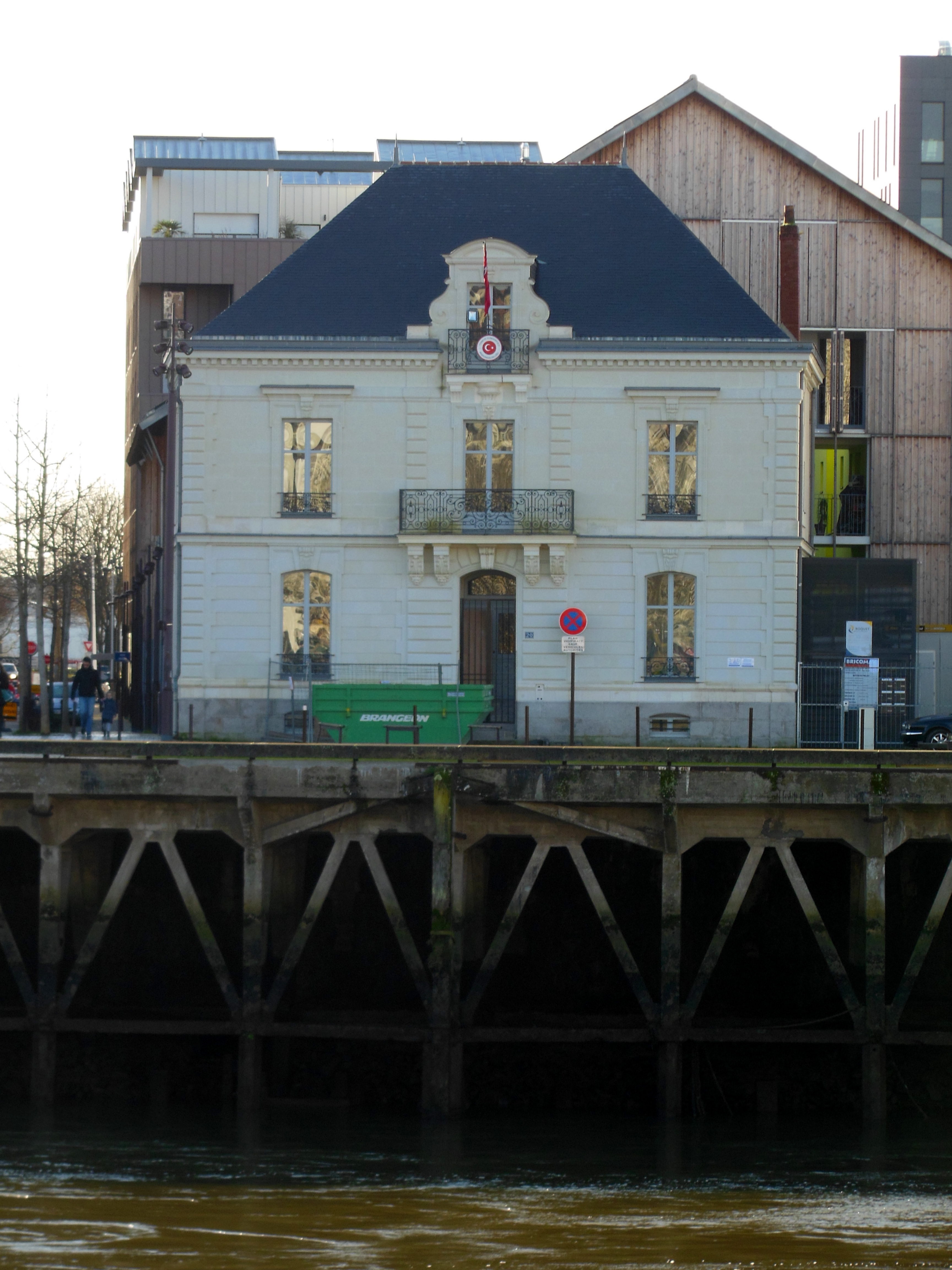
Tổng Lãnh sự quán Thổ Nhĩ Kỳ tại Nantes
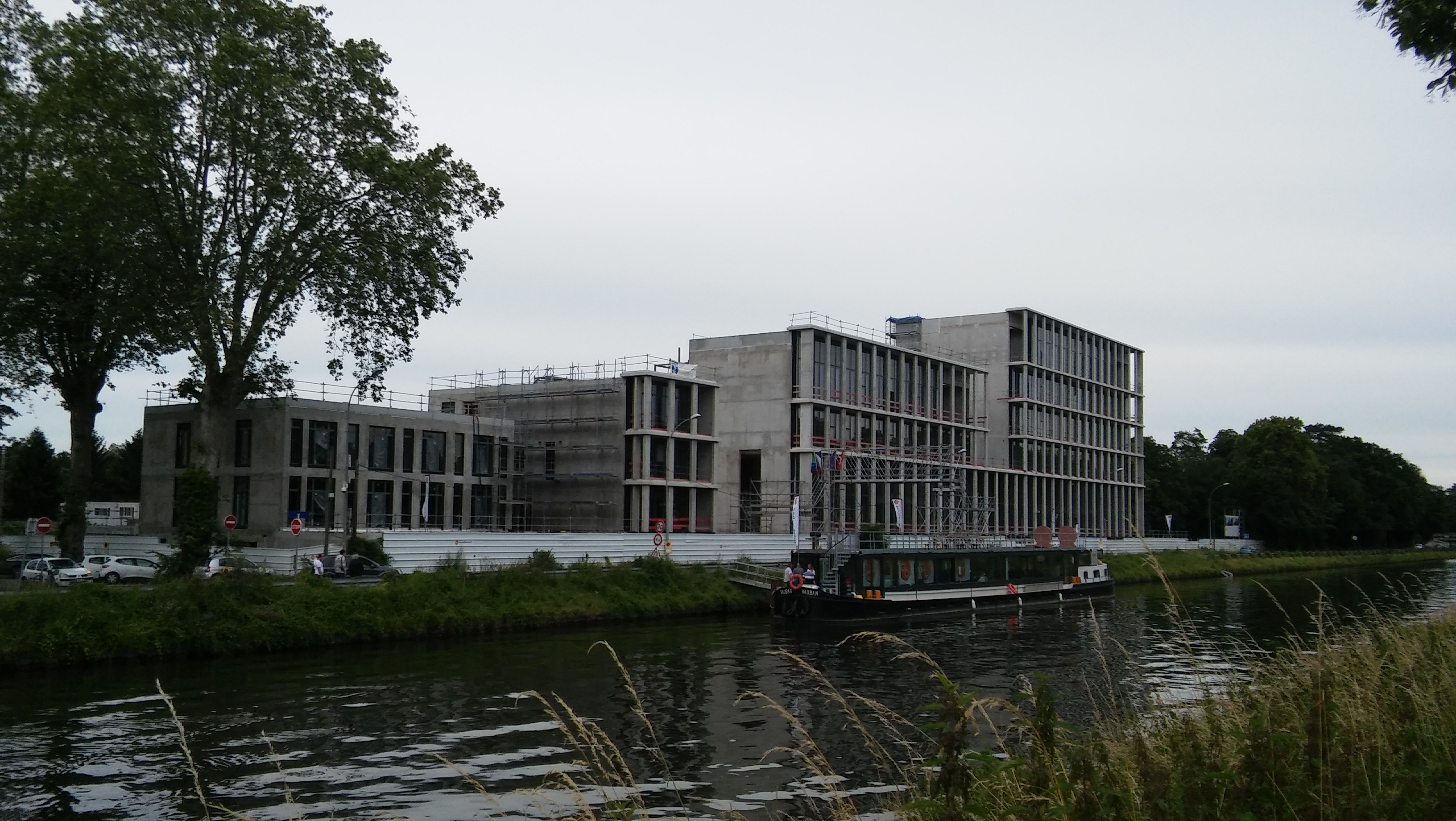
Tổng Lãnh sự quán Thổ Nhĩ Kỳ tại Strasbourg